# Rostryggig myrfågel
Rostryggig myrfågel (Myrmoderus ferrugineus) är en fågel i familjen myrfåglar inom ordningen tättingar.

## Utseende och läte
Rostryggig myrfågel är en medelstor vackert tecknad myrfågel. Fjäderdräkten är djupt roströd med lysande blå ring kring ögat. Strupen är svart hos hanen, vit hos honan. Den distinkta melodiska sången är vittljudande.

## Utbredning och systematik
Rostryggig myrfågel delas in i två underarter:
- M. f. ferrugineus – förekommer i allra ostligaste Venezuela, angränsande till Guyana och i nordöstra Amazonområdet i Brasilien
- M. f. elutus – förekommer i södra och centrala Amazonområdet i Brasilien, från lägre delen av Rio Tapajós till Rio Madeira

## Levnadssätt
Rostryggig myrfågel hittas på marken i regnskogar, vanligast i högrest ursprunglig skog. Där vänder den på torra löv och gräver i hålutrymmen i liggande stockar. Ofta ses den hoppa upp på låhor och promenera utmed.

## Status och hot
Arten har ett stort utbredningsområde, men tros minska i antal, dock inte tillräckligt kraftigt för att den ska betraktas som hotad. Internationella naturvårdsunionen IUCN listar arten som livskraftig (LC).